# Örevatten (Ödsmåls socken, Bohuslän)
Örevatten är en sjö i Stenungsunds kommun i Bohuslän och ingår i Göta älv-Bäveåns kustområde. Sjön är 6,5 meter djup, har en yta på 0,0722 kvadratkilometer och befinner sig 116,5 meter över havet.

## Delavrinningsområde
Örevatten ingår i det delavrinningsområde (644958-127235) som SMHI kallar för Utloppet av Stora Hällungen. Medelhöjden är 82 meter över havet och ytan är 24,71 kvadratkilometer. Räknas de 2 avrinningsområdena uppströms in blir den ackumulerade arean 46,77 kvadratkilometer. Avrinningsområdets utflöde Bratteforsån mynnar i havet. Avrinningsområdet består mestadels av skog (56 %) och jordbruk (11 %). Avrinningsområdet har 5,93 kvadratkilometer vattenytor vilket ger det en sjöprocent på 19,8 %. Bebyggelsen i området täcker en yta av 0,8 kvadratkilometer eller 3 % av avrinningsområdet.